# Elvis for Everyone
Elvis for Everyone! é o oitavo álbum de estúdio do cantor e músico Elvis Presley, lançado pela RCA Victor em mono e estéreo, LPM/LSP 3450, em agosto de 1965. As sessões de gravação aconteceram durante dez anos no Sun Studio em Memphis, RCA Studio B em Nashville, Tennessee, e Radio Recorders em Hollywood, Califórnia. Atingiu o número 10 na parada Top Pop Albums.

## Faixas

### Versão original
| Lado Um |                                                                      |                        |         |  |
| N.º     | Título                                                               | Data de gravação       | Duração |  |
| 1.      | "Your Cheatin' Heart"                                                | 1 de fevereiro de 1958 | 2:24    |  |
| 2.      | "Summer Kisses, Winter Tears" (canção não utilizada de Flaming Star) | 8 de agosto de 1960    | 2:17    |  |
| 3.      | "Finders Keepers, Losers Weepers"                                    | 26 de maio de 1963     | 1:47    |  |
| 4.      | "In My Way" (a partir de Wild in the Country)                        | 7 de novembro de 1960  | 1:19    |  |
| 5.      | "Tomorrow Night"                                                     | 10 de setembro de 1954 | 2:58    |  |
| 6.      | "Memphis, Tennessee"                                                 | 12 de janeiro de 1964  | 2:08    |  |

| Lado Dois |                                                |                         |         |  |
| N.º       | Título                                         | Data de gravação        | Duração |  |
| 1.        | "For the Millionth and the Last Time"          | 15 de outubro de 1961   | 2:05    |  |
| 2.        | "Forget Me Never"                              | 7 de novembro de 1960   | 1:35    |  |
| 3.        | "Sound Advice" (a partir de Follow That Dream) | 2 de julho de 1961      | 1:45    |  |
| 4.        | "Santa Lucia" (a partir de Viva Las Vegas)     | 10 de julho de 1963     | 1:11    |  |
| 5.        | "I Met Her Today"                              | 15 de outubro de 1961   | 2:42    |  |
| 6.        | "When It Rains, It Really Pours"               | 24 de fevereiro de 1957 | 1:47    |  |

## Charts
| Críticas profissionais | Críticas profissionais |
| Avaliações da crítica  | Avaliações da crítica  |
| Fonte                  | Avaliação              |
| ---------------------- | ---------------------- |
| Allmusic               | [ 2 ]                  |

- EUA - 10º - Billboard Pop - 1965
- Inglaterra - 8º - NME - 1965
- Inglaterra - 5º - Guinness - 1965

## Músicos
- Elvis Presley: Voz, Violão e Piano
- Scotty Moore: Guitarra
- Harold Bradley: Guitarra
- Grady Martin: Guitarra
- Jerry Kennedy: Guitarra
- Tiny Timbrell: Guitarra
- Billy Strange: Guitarra
- Neal Matthews: Guitarra
- Hank Garland: Guitarra
- Howard Roberts: Guitarra
- Bill Black: Baixo
- Bob Moore: Baixo
- Ray Siegel: Baixo
- Michael "Meyer" Rubin: Baixo
- Jimmie Lott: Bateria
- Buddy Harman: Bateria
- Johnny Bernero: Bateria
- Bernie Mattinson: Bateria
- Dudley Brooks: Piano
- Floyd Cramer: Piano
- Artie Cane: Piano
- Calvin Jackson: Piano
- Boots Randolph: Saxofone
- James Haskell: Acordeon
- The Jordanaires, Millie Kirkham, Carole Lombard Quartet: Vocais